# Cumberland (Rhode Island)
Cumberland é uma vila localizada no estado americano de Rhode Island, no condado de Providence. Foi incorporada em 1746.

## Geografia
De acordo com o United States Census Bureau, a vila tem uma área de 73,2 km², onde 68,5 km² estão cobertos por terra e 4,7 km² por água.

## Demografia
Segundo o censo nacional de 2010, a sua população é de 33 506 habitantes e sua densidade populacional é de 489,10 hab/km². Possui 13 791 residências, que resulta em uma densidade de 201,31 residências/km².